# Juan Carlos Desanzo
Juan Carlos Desanzo (Buenos Aires, 15 de gener de 1938) és un director de cinema, guionista i director de fotografia argentí. Entre les pel·lícules que ha dirigit es troben Eva Perón (1996), El amor y el espanto (2002) i El polaquito (2003). Ha guanyat el Premi Vigía del Festival Internacional del Nou Cinema Llatinoamericà de l'Havana per El amor y el espanto.

## Filmografia

### Com a director
- Verano amargo (2009)
- El polaquito (2003)
- El amor y el espanto (2000)
- La venganza (1999)
- Hasta la victoria siempre (1997)
- Eva Perón (1996)
- Y peque Carlos, peque (1995)
- Al filo de la ley (1992)
- La búsqueda (1985)
- En retirada (1984)
- El desquite (1983)

### Com a guionista
- La venganza (1999)
- Y peque Carlos, peque (1995)
- Al filo de la ley (1992)
- En retirada (1984)
- El desquite (1983)

### Director de fotografia
- Funes, un gran amor (1993)
- Pubis angelical (1982)
- Los pasajeros del jardín (1982)
- Subí que te llevo (1980)
- El infierno tan temido (1980)
- Los superagentes no se rompen (1979)
- El fantástico mundo de la María Montiel (1978)
- Un idilio de estación (1978)
- La aventura explosiva (1976)
- No toquen a la nena (1976)
- El muerto (1975)
- Los hijos de Fierro (1975)
- La gran aventura (1974)
- La tregua (1974)
- Los gauchos judíos (1974)
- Gente en Buenos Aires (1974)
- La revolución (1973)
- Juan Moreira (1973)
- Heroína (1972)
- Un guapo del 900 (1971)
- Crónica de una señora (1971)
- El habilitado (1970)
- The Players vs. Ángeles caídos (1969)
- Tango argentino Inèdita (1969)
- La hora de los hornos (1968)

## Premis
- 2001, Premi Vigía, Festival Internacional del Nou Cinema Llatinoamericà de l'Havana, per El amor y el espanto (2001)
- 2020, Premi a la Trajectòria, Fondo Nacional de las Artes en la categoría Medios Audiovisuales.[2]